# Peroxyde de baryum
Le peroxyde de baryum est le composé chimique de formule BaO2.  Ce solide gris-blanc est l'un des peroxydes inorganiques les plus communs.  Le peroxyde de baryum est un agent oxydant, qui est utilisé pour le blanchiment des textiles. Il est utilisé dans les feux d'artifice comme oxydant, et il produit aussi une couleur verte vive, comme tous les composés du baryum.
Le peroxyde de baryum est un peroxyde, contenant l'ion O22− où les atomes d'oxygène sont liés entre eux ainsi qu'à l'atome de baryum. Le solide possède la même structure que le carbure de calcium, CaC2.
Le peroxyde de baryum est formé par l'absorption réversible d'O2 par l'oxyde de baryum.  L'oxygène est relâché au-dessus de 500 °C.
2 BaO  +  O2 ⇌ 2 BaO2
Cette réaction est la base du procédé Brin désormais obsolète de séparation de l'oxygène de l'air. D'autres oxydes, comme Na2O, se comportent de la même façon.
Le peroxyde d'hydrogène peut aussi être préparé par la réaction :
BaO2 + H2SO4 → H2O2 + BaSO4
Le sulfate de baryum insoluble est séparé du mélange par filtration.